# Veronica Hart

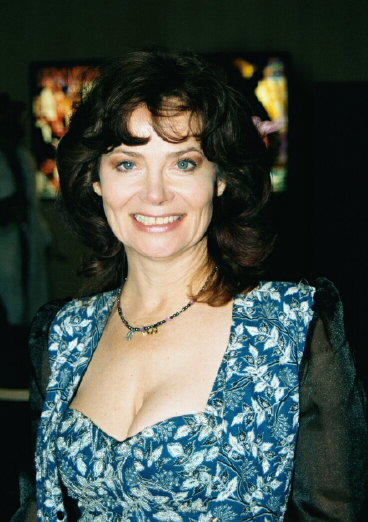
Veronica Hart (2002)

Veronica Hart (* 27. Oktober 1956 in Las Vegas, Nevada; eigentlich Jane Esther Hamilton) ist eine US-amerikanische Pornodarstellerin, Schauspielerin, Produzentin, Regisseurin und Drehbuch-Autorin.

## Leben
Nach Abschluss der High School in Las Vegas besuchte Veronica Hart die University of Nevada und schloss dort 1976 ihr Studium der Theaterwissenschaft ab. Nach ihrem Abschluss lebte sie für drei Jahre in England, wo sie u. a. als Fotomodell arbeitete. Nach ihrer Rückkehr in die USA spielte sie in Las Vegas Theater und zog dann nach New York und spielte dort 1979 in ihrem ersten Hardcorefilm mit. Veronica Hart zählte in den 1980ern zu den gefragtesten Pornodarstellerinnen. Mit dem Regisseur Chuck Vincent drehte sie zahlreiche B-Movies. Außerdem hatte sie kleinere Rollen in Spielfilmen und in Fernsehserien wie Ruby und Six Feet Under.
Als Produzentin und Regisseurin arbeitet sie vor allem für VCA und war unter anderem für die Comeback-Filme von Marilyn Chambers und Ginger Lynn verantwortlich. Sie drehte auch Being With Juli Ashton. Veronica Hart ist für ihre HighClass-Filme bekannt. In diesen wird vor allem auf nachvollziehbare Handlung, sinnreiche Dialoge und aufwändige Produktion Wert gelegt. Des Weiteren ist sie für VCA als Talentsucherin und Ausbilderin tätig. Hart war Vorstandsmitglied der Bürgerrechtsbewegung Free Speech Coalition, die sich für einen offeneren Umgang mit Pornografie in den Medien einsetzt, und unterstützt sie heute noch aktiv.
2004 führte sie beim Film Misty Beethoven: The Musical, einem Remake des Klassikers The Opening of Misty Beethoven aus dem Jahr 1976, Regie. Wie im Original erzählt auch Veronica Harts Neufassung eine Abwandlung von My Fair Lady.

## Filmografie (Auswahl)
- 1981: Amanda by Night
- 1981: Neon Nights
- 1981: Roommates
- 1981: Wanda Whips Wall Street
- 1982: The Playgirl
- 1983: In Love
- 1986: Sex Appeal
- 1987: Firestorm
- 1993: Alien Intruder
- 1994: No Man’s Land 10
- 1997: Boogie Nights
- 1999: Magnolia
- 2003: Timeline
- 2004: Misty Beethoven: The Musical
- 2004: Exposure
- 2005: Eternity
- 2008: Porn Horror Movie (One-Eyed Monster)
- 2009: This Ain’t Hell’s Kitchen XXX

## Auszeichnungen
- CAFA Award 1982 Best Actress
- AFAA Award 1982 Best Supporting Actress
- AFAA Award 1981 Best Actress
- AVN Hall of Fame
- XRCO Hall of Fame